# Rule (Texas)
Rule é uma cidade  localizada no estado norte-americano de Texas, no Condado de Haskell.

## Demografia
Segundo o censo norte-americano de 2000, a sua população era de 698 habitantes.
Em 2006, foi estimada uma população de 627, um decréscimo de 71 (-10.2%).

## Geografia
De acordo com o United States Census Bureau tem uma área de
1,8 km², dos quais 1,8 km² cobertos por terra e 0,0 km² cobertos por água. Rule localiza-se a aproximadamente 512 m acima do nível do mar.

## Localidades na vizinhança
O diagrama seguinte representa as localidades num raio de 28 km ao redor de Rule.